# Barry Roche
Barry Roche (Irlanda, 6 de abril de 1982) es un exfutbolista irlandés. Jugaba de portero y pasó su carrera en clubes ingleses hasta su retiro en 2020. Su último club fue el Morecambe, donde es el entrenador de arqueros desde septiembre de 2020.

## Selección nacional
Ha sido internacional con la Selección de fútbol de Irlanda Sub-21.

## Clubes
| Club              | País       | Año       |
| ----------------- | ---------- | --------- |
| Nottingham Forest | Inglaterra | 2001-2005 |
| Chesterfield      | Inglaterra | 2005-2008 |
| Morecambe         | Inglaterra | 2008-2020 |